# Inosina
A inosina é um nucleósideo formado pela ligação da hipoxantina a uma ribose (ribofuranose) através de uma ligação glicosídica β-N9.
A inosina é usualmente encontrada em tRNAs.

## Síntese
A adenina é convertida a adenosina ou a  monofosfato de inosina (IMP); qualquer uma destas moléculas pode ser então convertida a inosina, com enzimas adenosina deaminases (ADA ou ADAR quando envolve RNA). Inosinas conseguem emparelhar com adenina, citosina e uracila, uma vez que a maior parte do maquinário celular interpreta a inosina como uma guanina.

## Importância clínica
A inosina foi utilizada nos anos setenta em países do leste europeu na tentativa de melhorar os resultados de atletas, pelo facto de ser um composto utilizado no mecanismo do movimento muscular. No entanto, ensaios clínicos conduzidos neste sentido não mostraram a existência de tais melhorias.
Foi posteriormente demonstrado que a inosina tem propriedades neuroprotectoras, tendo sido proposta para administração pós-AVC por estimular o revestimento axonal. Tem sido também testada para a esclerose múltipla, encontrando-se na fase II dos testes clínicos. Por ser um precursor do ácido úrico, e este ser um provável agente protetor no desenvolvimento e progressão da doença de Parkinson, principalmente em homens, o uso de inosina tem sido pesquisado para aumentar os níveis de ácido úrico no organismo, e desta forma, diminuir a progressão da doença de Parkinson

## Biotecnologia
A inosina é útil no desenho de Primer a utilizar na reacção em cadeia da polimerase, pois emparelha de forma indiscriminada com adenina, timina ou citosina. A inserção de inosina em primer  permite a existência de polimorfismo numa posição específica da sequência nucleotídica do Primer, sem afectar a sua capacidade de annealing (ligação à cadeia principal de DNA a ser amplificada).